# Partito dell'Unità Popolare
Il Partito dell'Unità Popolare (in francese: Parti de l'Unité Populaire - PUP; in arabo: حزب الوحدة الشعبية) è un partito politico tunisino.

## Storia
Il partito nacque nel 1981 da una scissione di alcuni membri dissidenti del Movimento dell'Unità Popolare. Ottenne per la prima volta 2 seggi nelle elezioni generali tunisine del 1994, con lo 0,30% dei voti. Ottenne poi 7 seggi nelle elezioni del 1999, 11 nel 2004 (3,64%) e 12 nel 2009 (3,39%). Non ottenne invece seggi nelle consultazioni del 2014.